# Willie y Joe

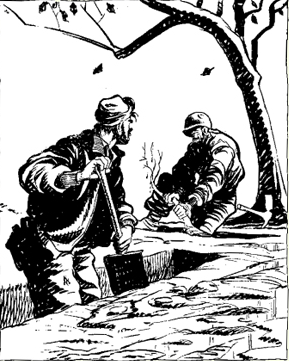
Willie y Joe en una caricatura de Bill Mauldin publicada en Barras y estrellas, edición mediterránea, el 25 de octubre de 1944: «Mi futuro está decidido, Willie. Voy a ser profesor en tipos de suelo europeo».

Willie y Joe son dos personajes comunes que representan a soldados de infantería de los Estados Unidos durante la Segunda Guerra Mundial. Fueron creados y dibujados por el caricaturista estadounidense Bill Mauldin desde 1940 hasta 1948, con dibujos adicionales ocasionales hasta 1998. Se publicaron en formato de caricatura cómica, primero en el 45th Division News, boletín de noticias de la 45.ª División de Infantería, luego en Barras y estrellas, y a partir de 1944, como caricatura de periódico distribuida por United Feature Syndicate.

## Historia
Mauldin era un soldado de 18 años que se entrenaba con la 45.ª División de Infantería en 1940. Hizo caricaturas a tiempo parcial para el periódico del campamento. Hacia el final de 1941, los japoneses atacaron Pearl Harbor y Estados Unidos entró en la Segunda Guerra Mundial. Mauldin fue enviado a combatir, lo que influyó en sus caricaturas. Gradualmente se volvieron más oscuras y realistas en su descripción del cansancio de las perdurables miserias de la guerra. Amplió las arrugas de sus rostros y sus ojos —«demasiado viejos para esos cuerpos jóvenes», como dijo Mauldin—, mostrando cuánto sufrieron Willie y Joe durante la guerra. En la mayoría de caricaturas, se los mostraba bajo la lluvia, en el barro y otras condiciones espantosas, mientras contemplaban toda la situación.
En las primeras caricaturas, que mostraban la vida militar en los Estados Unidos en cuarteles y campos de entrenamiento, Willie era un indio chocktaw de nariz ganchuda y boca inteligente, mientras que Joe era su compañero cómico menos excéntrico. Pero con el tiempo, los dos se volvieron prácticamente indistinguibles entre sí en apariencia y actitud.
Si bien Mauldin fue elogiado por sus representaciones realistas de lo que la mayoría de los soldados sintieron durante la guerra, fue menos popular entre algunos oficiales. El general George S. Patton, Jr., en particular, se sintió ofendido por las caricaturas. Mauldin recibió la orden de reunirse con él en marzo de 1945 en las dependencias de Patton en Luxemburgo, donde Patton se quejó del desaliño que mostraban los personajes y culpó a Mauldin de faltarle el respeto al ejército e «intentar incitar a un motín». Pero Dwight Eisenhower, comandante supremo del teatro europeo, le dijo a Patton que dejara en paz a Mauldin, porque sentía que las caricaturas de Mauldin les daban a los soldados una salida para sus frustraciones. El Departamento de Guerra apoyó su sindicación. Las caricaturas ayudaron a dar publicidad a las fuerzas terrestres y mostraron el lado sombrío de la guerra, demostrando que la victoria requeriría sacrificios repetidos.
Stephen Ambrose, autor de Hermanos de sangre, elogió el trabajo de Mauldin: «Más que nadie, salvo Ernie Pyle, captó las tribulaciones de los soldados. Para cualquiera que quiera saber cómo era ser un soldado de infantería en la Segunda Guerra Mundial, este es el lugar para empezar y terminar».

## Historial de publicaciones
Las caricaturas se publicaron en el 45th Division News, boletín de noticias de la 45.ª División de Infantería, desde 1940 hasta noviembre de 1943, cuando la edición mediterránea de Barras y estrellas se hizo cargo de ellas. A partir del 17 de abril de 1944, el editor de Mauldin organizó la sindicación de United Feature Syndicate como Up Front. A partir de 1945, según un informe de Time, las caricaturas se publicaron en 139 periódicos. El título cambió a Sweatin 'It Out el 11 de junio de 1945, luego Willie y Joe el 30 de julio de 1945. La tira duró hasta el 8 de abril de 1948.
Mauldin recibió dos premios Pulitzer por sus caricaturas, uno en 1945 y otro en 1959. Al final de la guerra, también recibió la Legión de Mérito del Ejército por sus caricaturas. Mauldin planeó que Willie y Joe fueran asesinados el último día de combate, pero el personal de Barras y estrellas lo disuadió. Trató de llevarlos a la vida civil, pero no pudo encontrar una manera exitosa de hacerlo. Habla sobre ello en sus memorias, Back Home, de 1947.
Mauldin dibujó ocasionalmente nuevas caricaturas de Willie y Joe después de la guerra. Las dibujó para conmemorar los funerales de personas que admiraba, como los generales Omar Bradley y George C. Marshall y el también dibujante Milton Caniff.
Mauldin se retiró en 1991 y dibujó a la pareja por última vez en 1998, como parte de una tira del Día de los Veteranos para la popular tira cómica Peanuts. Su creador, Charles M. Schulz, era amigo suyo. Schulz consideraba a Mauldin un héroe.

## Disponibilidad
En marzo de 2008, la mayoría de las caricaturas de Mauldin sobre la Segunda Guerra Mundial se publicaron en una edición recopilatoria de Fantagraphics Books.

## Legado
Las películas Up Front (1951) y Back at the Front (1952) se basaron en los personajes Willie y Joe de Mauldin; sin embargo, cuando las sugerencias de Mauldin fueron ignoradas a favor de hacer una comedia física, devolvió su tarifa de asesoría; dijo que nunca había visto el resultado.
Willie y Joe fueron satirizados como «Billie y Moe» por Warren Sattler en National Lampoon Presents The Very Large Book of Comical Funnies.
El Día de los Veteranos de 1998, Willie y Joe aparecieron en la tira cómica Peanuts en una tira que Mauldin dibujó con Charles M. Schulz.
El 31 de marzo de 2010, la Oficina de Correos de los Estados Unidos publicó una estampilla postal de primera clase de 44 centavos en honor a Mauldin, que le representaba junto a sus personajes Willie y Joe.
Las caricaturas originales de Willie y Joe y otras ilustraciones de Bill Mauldin se encuentran en las colecciones del Museo y Biblioteca Militar Pritzker.